# ربکا لنسفیلد

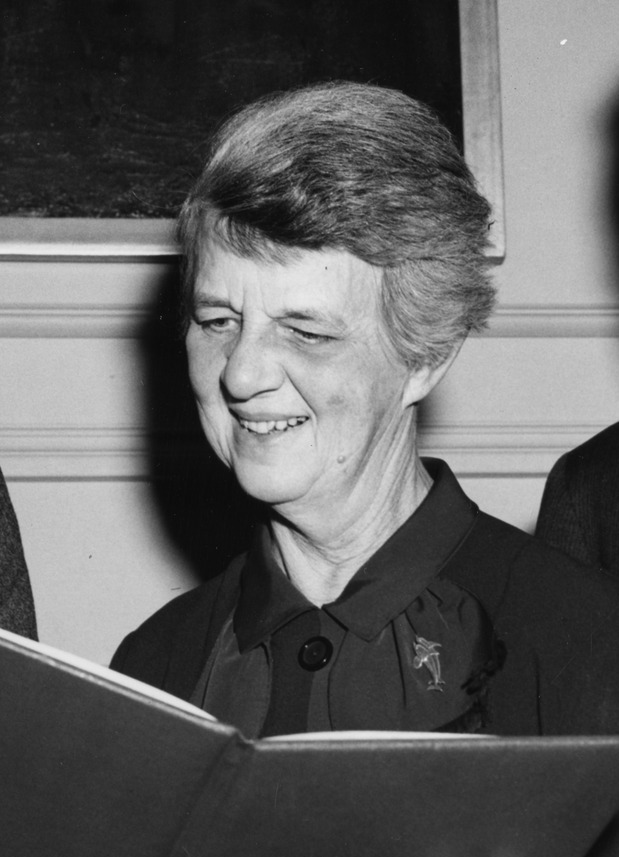
ربکا لنسفیلد، میکروب‌شناس اهل آمریکا - ۱۹۶۰

ربکا لنسفیلد (به انگلیسی: Rebecca Lancefield)، (زادهٔ ۱۸۹۵ – درگذشتهٔ ۱۹۸۱) میکروب‌شناس اهل آمریکا بود. از او به‌عنوان پایه‌گذار سیستم سروتیپ‌بندی (سروتایپینگ) در استرپتوکوکها یاد می‌گردد. وی در سال ۱۹۱۸، به بخش پژوهش‌های پزشکی دانشگاه راکفلر در نیویورک پیوست. یکی از مهم‌ترین اکتشافات لنسفیلد، در زمینهٔ طبقه‌بندی سرولوژیکی استرپتوکوک‌های بتا همولیتیک بر اساس آنتی ژن‌های کربوهیدراتی دیواره سلولی باکتریایی بوده‌است. امروزه هنوز از طبقه‌بندی لنسفیلد در پزشکی استفاده می‌شود.